# 阿雷亚斯
阿雷亚斯是巴西圣保罗州的一个市镇。总面积306.566平方公里，总人口3571人，人口密度11.6人/平方公里。